# 阿瓦讷 (奥恩省)
阿瓦讷（法語：Avoine，法語發音：[avwan] ⓘ）是法国奥恩省的一个市镇，位于该省中部偏西，属于阿让唐区。

## 地理
阿瓦讷（48°40'18"N, 0°5'44"W）面积9.43 平方千米，位于法国诺曼底大区奧恩省，该省份为法国西北部内陆省份，北起顺时针与卡爾瓦多斯省、厄尔省、厄尔-卢瓦省、萨尔特省、马耶讷省和芒什省接壤。
与阿瓦讷接壤的市镇（或旧市镇、城区）包括：唐克、布塞、弗朗什维尔、茹埃迪普兰、维约蓬、埃库谢莱瓦莱。

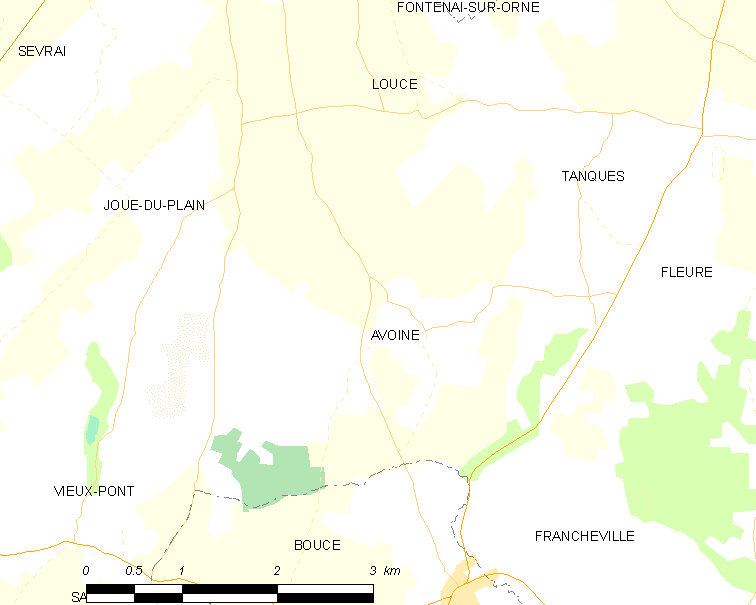
的OSM定位图

阿瓦讷的时区为UTC+01:00、UTC+02:00（夏令时）。

## 行政
阿瓦讷的邮政编码为61150，INSEE市镇编码为61020。

## 政治
阿瓦讷所属的省级选区为马尼勒代塞尔县。

## 人口

1962-2008年间人口变化图示

阿瓦讷于2022年1月1日时的人口数量为217人。